# Corbillard de Choi Pil-ju
Le corbillard de Choi Pil-ju est un corbillard de type palanquin et constitue un bien culturel folklorique important de la Corée du Sud, le n°230,.

## Histoire
Ce corbillard a été utilisé pour transporter jusqu'à son lieu d'inhumation le corps de Choi Pil-ju (崔必周), fils aîné de la 21e génération du clan Tongdeokgongpa de la famille Choi originaire de Jeonju. Il semble que Choi Pil-ju était un homme très riche, et à sa mort, son fils aîné a chargé un sculpteur sur bois basé à Tongyeong, dans la province du Gyeongsang du Sud, de fabriquer le transport funéraire, dont la réalisation prit six mois. Il fut conservé à des fins personnelles jusqu'à ce que Jinju-hwadanchimokhoe l'achète et l'utilise. Le corbillard fut donné au gouvernement en 1944 et fait désormais partie de la collection permanente du musée folklorique national de Corée.

## Description
Au-dessus de longues perches, se trouve le corps principal du cercueil, construit dans le style d'une maison à quatre étages et avec un toit de tuiles, dont le sommet est drapé d'un grand morceau de tissu pour faire écran à la lumière du soleil. Au bas du premier et du deuxième étage, on trouve des rampes d'escalier dont le sommet est décoré de figurines. Les figurines semblent exprimer l'image de Dongfang Shuo (en) (東方朔), l'un des Xian taoïstes censés accompagner et guider les morts dans leur voyage solitaire aux enfers.
Les troisième et quatrième étages ont la forme d'un toit qui recouvre le corps principal. Sa forme générale est une réplique exacte d'une structure en bois classique, mais elle ressemble à deux maisons à toit de tuiles superposées. L'extrémité des chevrons d'angle du toit est décorée d'oiseaux aux ailes repliées, tandis que le faîte du toit du dernier étage est décoré d'oiseaux aux ailes ouvertes, signifiant l'oiseau de la mort. Les dragons, animaux, plantes et humains sculptés et peints qui remplissent l'avant se caractérisent par la diversité des motifs et la vivacité des couleurs. L'un des éléments les plus distinctifs du corbillard est la sculpture du troisième étage, qui représente le flétrissement d'une fleur de lotus et qui semble être une métaphore de la vie d'un homme, de sa naissance à sa mort. Lors d'une procession funéraire, le cercueil est transporté au son des cloches et des chants dirigés par le porteur de la cloche. Les paires de sangles latérales placées le long des deux longues perches de transport sont conçus pour que les hommes puissent porter le cercueil sur leurs épaules.
Fabriqué en 1856, soit la septième année du règne du roi Cheoljong de Joseon, le cercueil funéraire est un ouvrage complexe composé de nombreuses pièces et sculptures décoratives. En raison de sa structure unique et du fait que la date exacte de sa production est connue, ce splendide artefact est considéré comme un matériau précieux pour la recherche sur les rites funéraires coréens.

## Galerie

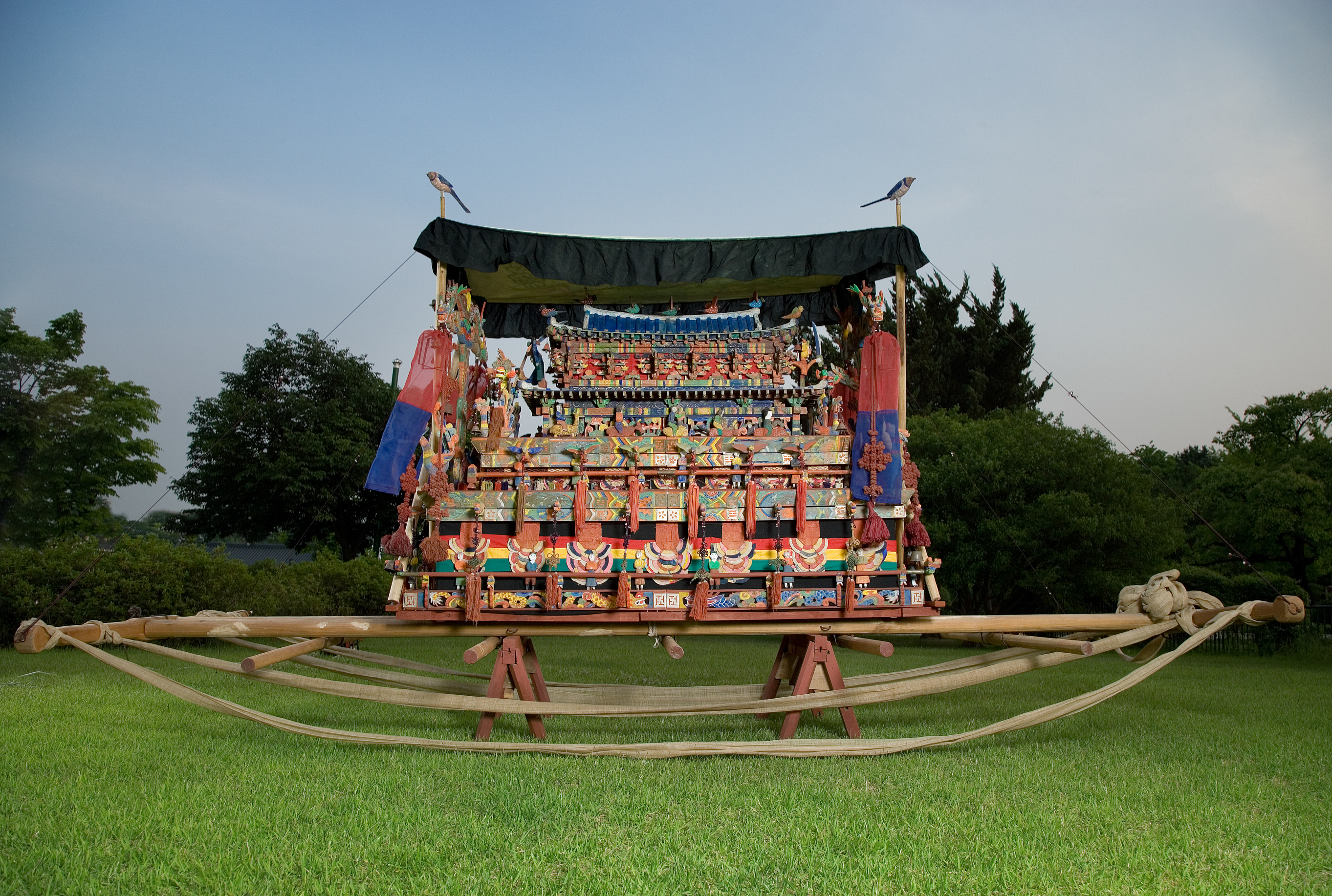
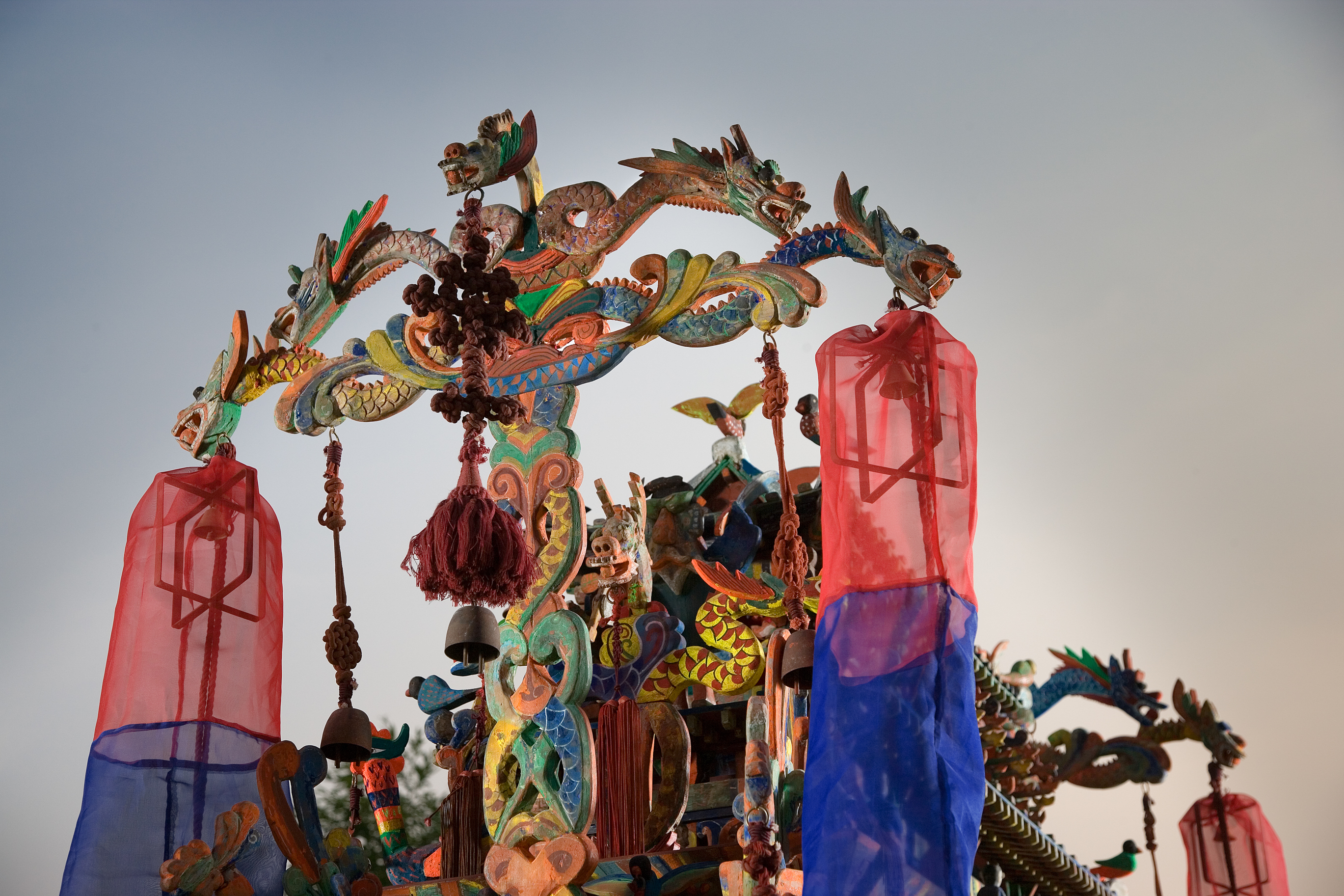
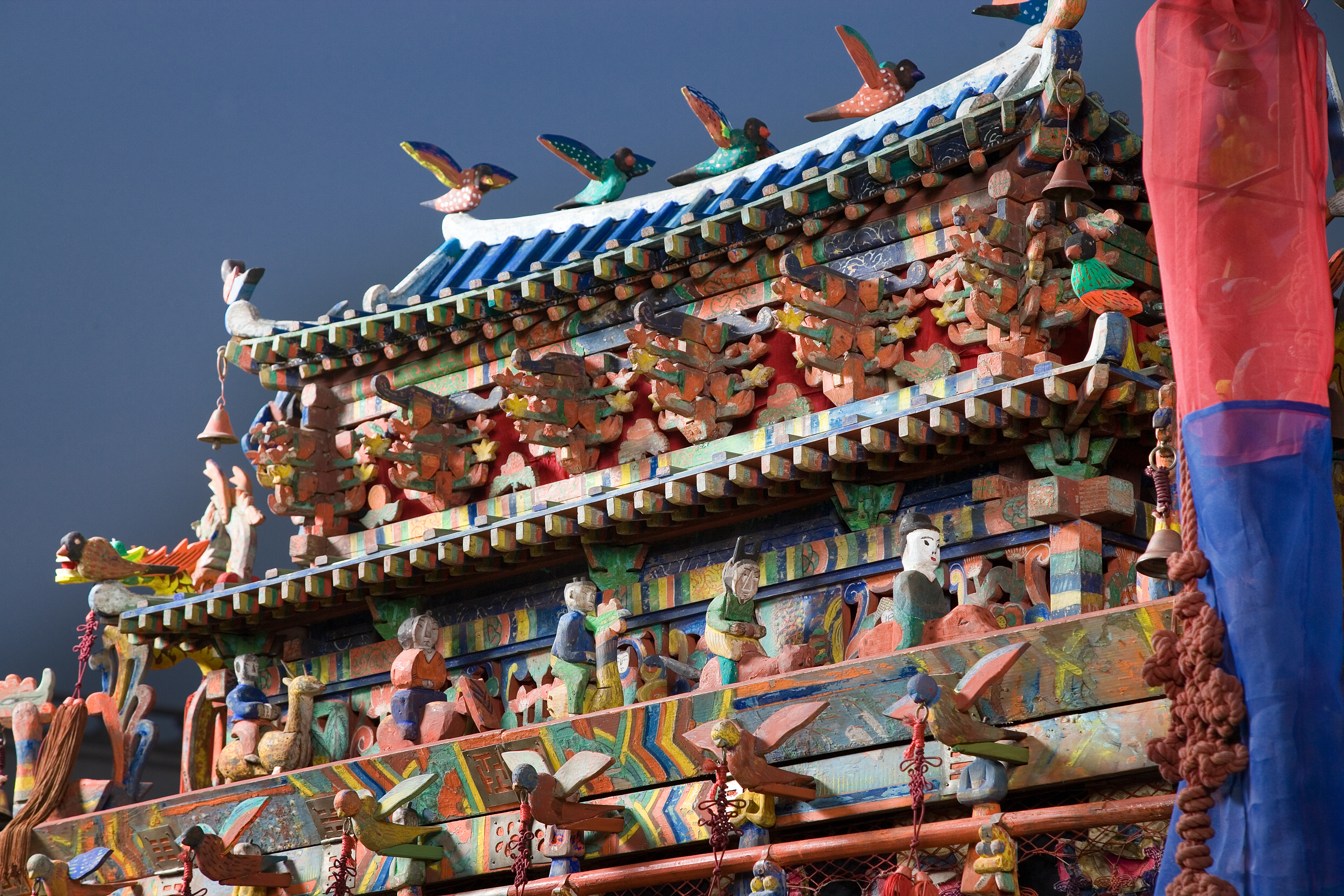
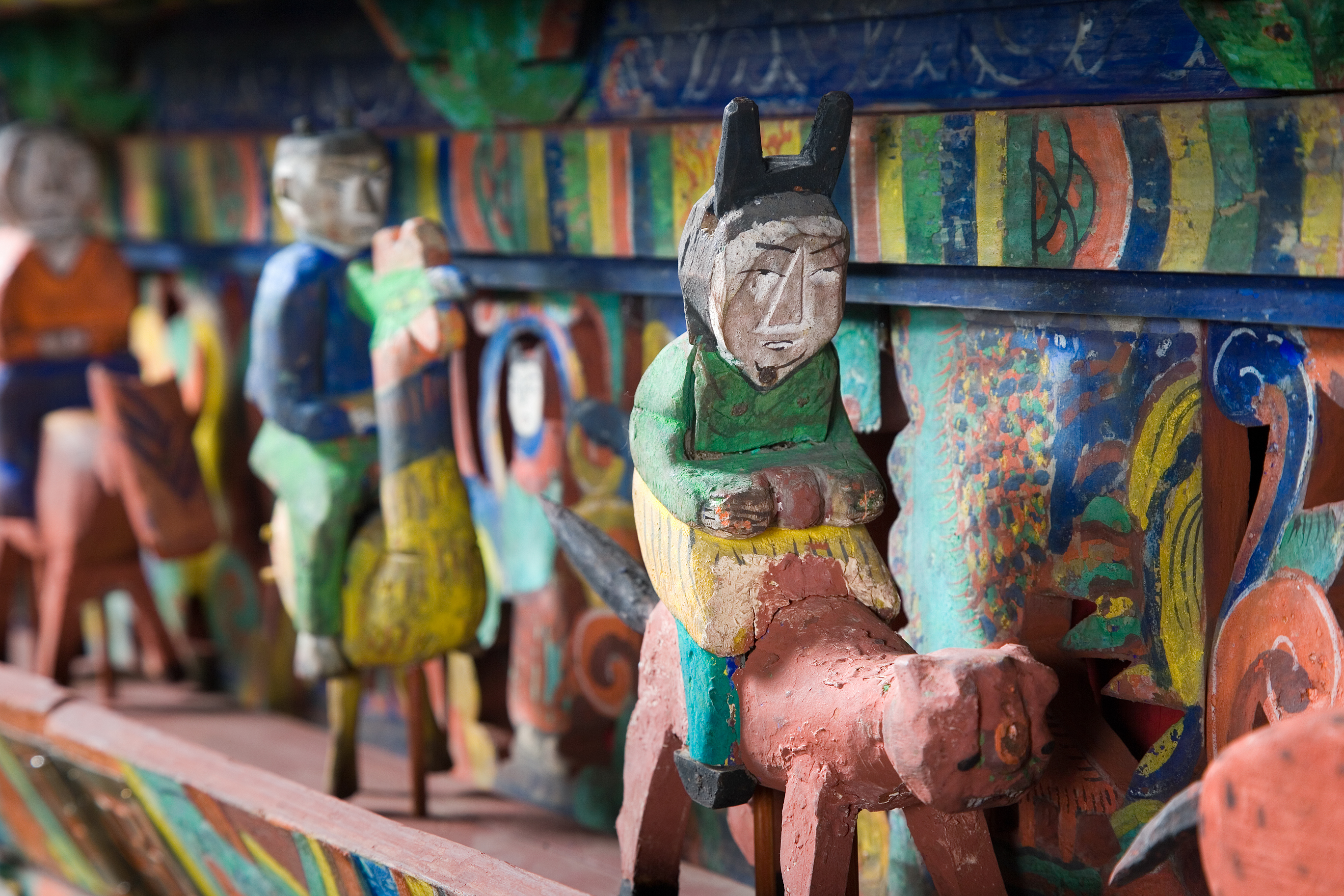
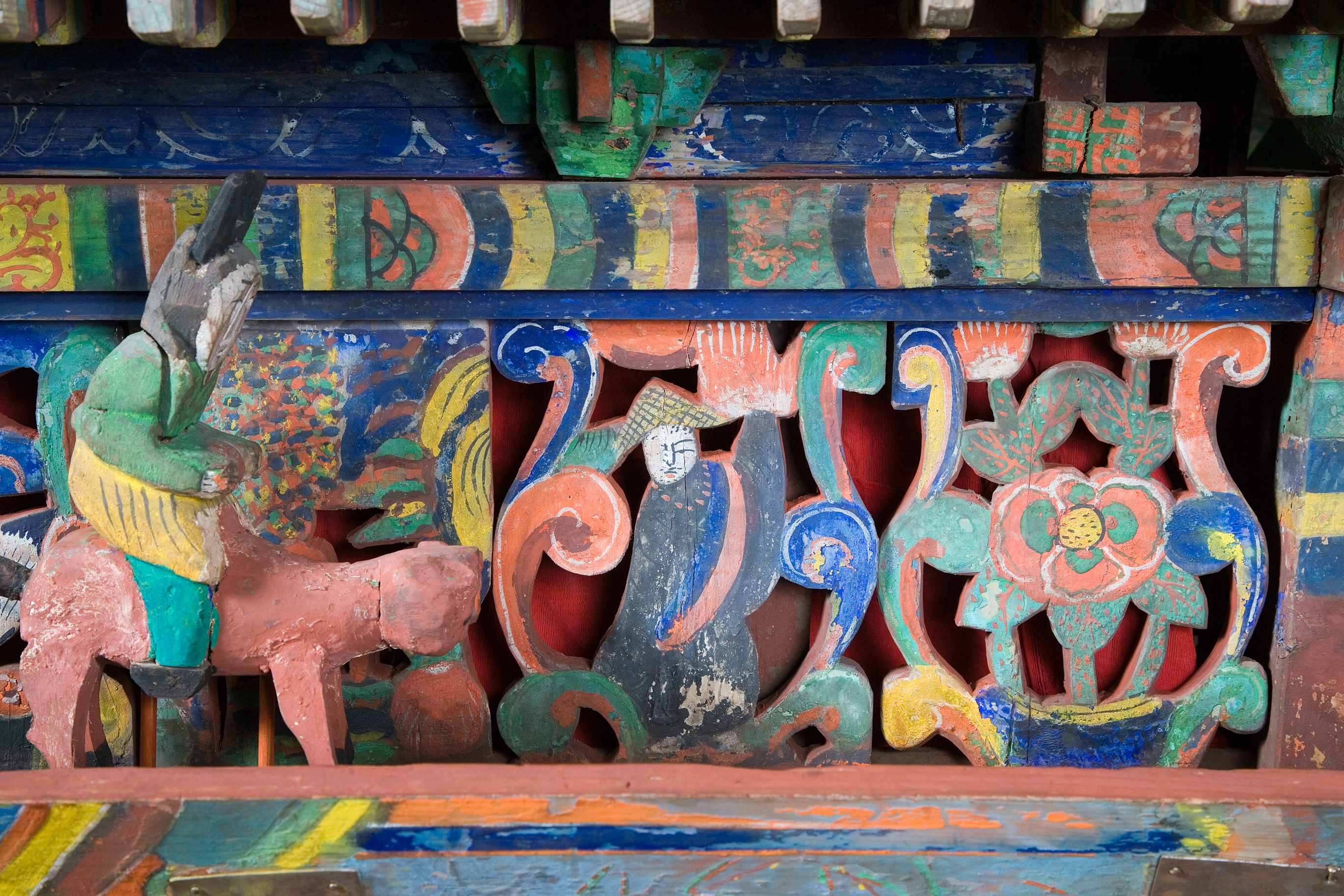
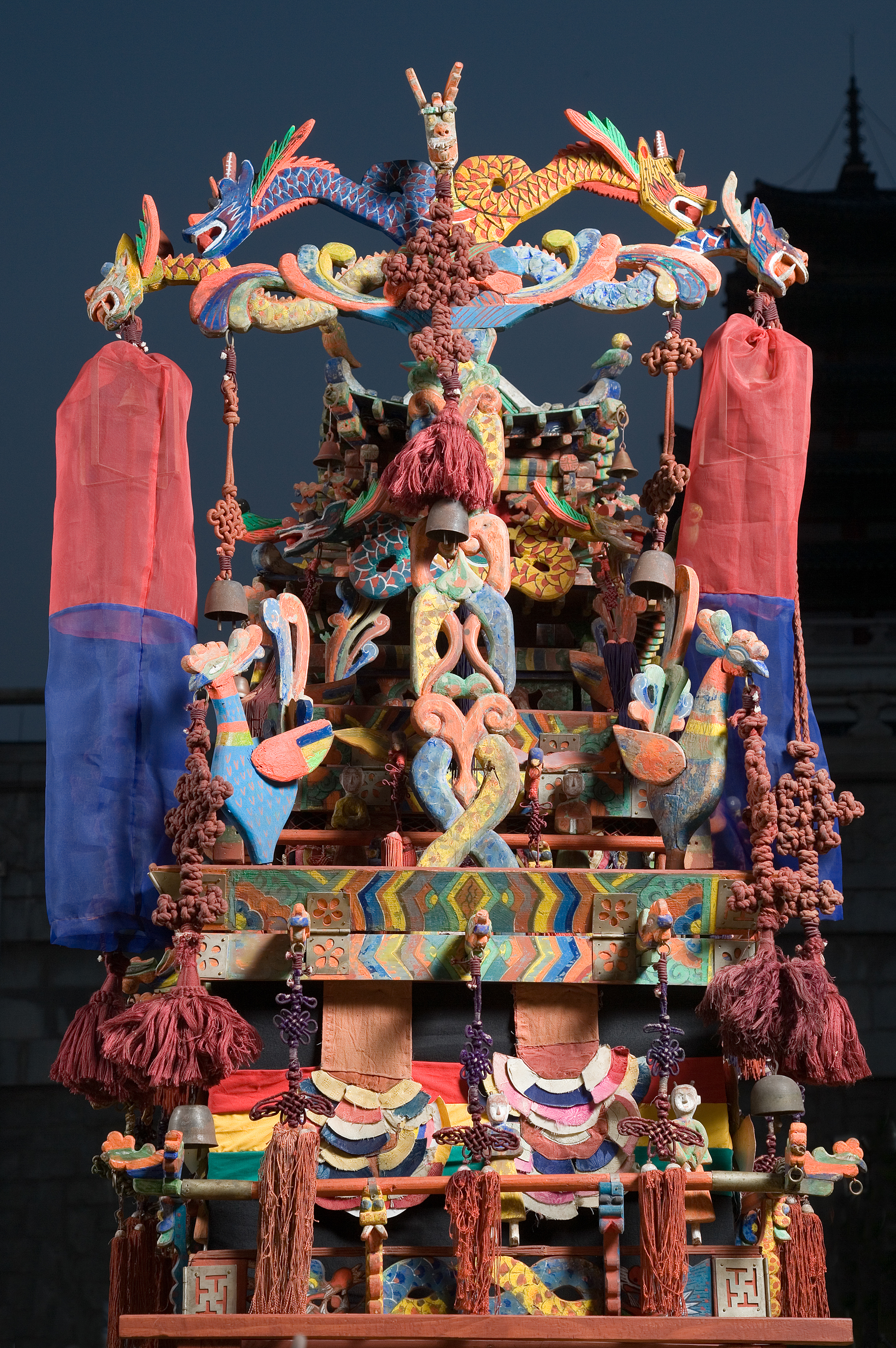
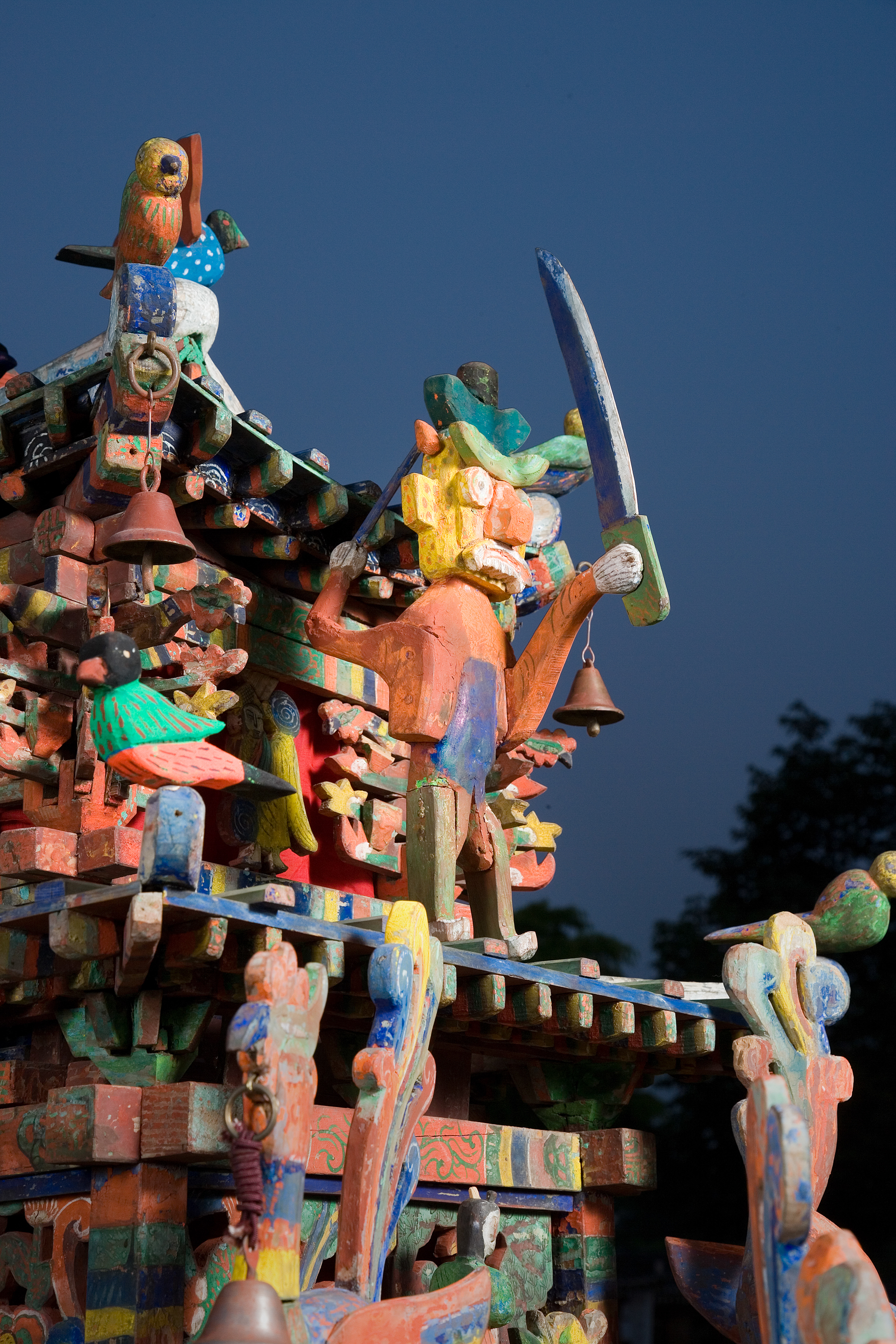